# Волошина Ніла Йосипівна
Ні́ла Йо́сипівна Воло́шина (2 січня 1940, с. Думанів Орининського району Кам'янець-Подільської області, нині Кам'янець-Подільського району Хмельницької області — 15 червня 2010 р.) — українська науковиця в галузі методики викладання літератури, докторка педагогічних наук, професорка, член-кореспондентка Академії педагогічних наук України, заслужена діячка науки і техніки України, заступниця голови спеціалізованої вченої ради Інституту педагогіки АПН України із захисту кандидатських дисертацій з теорії і методики навчання української мови, української та зарубіжної літератури, головна редакторка часопису «Українська література в загальноосвітній школі» (1999—2010).

## Життєпис
1957 р. — закінчила Славутське педучилище.
1957—1967 рр. — працювала вчителькою у Великозаліській восьмирічній денній і середній вечірній школі на Кам'янеччині.
1966 р. — закінчила історико-філологічний факультет Кам'янець-Подільського педагогічного інституту.
1967—1978 рр. — викладала українську мову і літературу в ЗОШ № 1 м. Вишневого Київської області.
1972 р. — розпочала наукову діяльність у Науково-дослідному інституті педагогіки: молодший науковий співробітник, старший науковий співробітник лабораторії методики літератури.
1975 р. — закінчила аспірантуру в Київському державному педагогічному інституті ім. О. М. Горького.
1977 р. — присуджено науковий ступінь кандидата педагогічних наук.
1985 р. — отримала атестат старшого наукового співробітника.
1987—2005 рр. — завідувачка лабораторії літературної освіти Інституту педагогіки АПН України.
1995 р. — захистила докторську дисертацію на тему «Теоретичні і методичні засади естетичного виховання учнів у процесі вивчення української літератури в середній школі».
1995 р. — присуджено науковий ступінь доктора педагогічних наук.
1996 р. — присуджено вчене звання професора.
1999 р. — присуджено звання члена-кореспондента АПН України. Невдовзі стала заступником голови спеціалізованої вченої ради із захисту дисертацій з теорії і методики навчання української мови, української та зарубіжної літератури.
1999—2010 рр. – головна редакторка журналу «Українська мова та література в загальноосвітній школі».
2006—2008 рр. — заступниця директора з наукової роботи Інституту педагогіки АПН України.
2009 р. — головний науковий співробітник Інституту педагогіки НАПН України.

## Досягнення
Під її керівництвом розроблено і втілено в життя Концепцію літературної освіти в Україні (1994), розроблено критерії 12-бальної системи оцінювання навчальних здобутків учнів з української та зарубіжної літератури (2000), проєкт Концепції літературної освіти в 12-річній загальноосвітній школі (2002), державні освітні стандарти з української літератури, створено проєкт нової програми для 12-річної школи та ін. 
Науковий керівник 42 дисертаційних робіт, зокрема 4 докторських дисертацій.

## Основні наукові праці
Авторка понад 300 наукових і науково-методичних праць. Укладач програм з української літератури, співавтор підручників з української та російської літератури (два з них — з української літератури для 5 та 8 класів удостоєні першої премії АПН України).
Навчальні посібники
- Волошина Н. Й. Естетичне виховання учнів у процесі вивчення літератури: посібник для вчителів. — К. : Радянська школа, 1985. — 102, [2] с.
- Волошина Н. Й. Вивчення української літератури в 5-му класі: посібник для вчителя / Інститут педагогіки АПН України. — К. : Педагогічна думка, 1997. — 303, [1] с.
- Наукові основи методики літератури: навчально-методичний посібник / Н. Й. Волошина (кер.), О. М. Бандура, О. А. Гальонка [та ін.] ; ред. Н. Й. Волошина. — К. : Ленвіт, 2002. — 344 с.
- Ми є. Були. І будем Ми! : Виховання національної свідомості учнів засобами художньої літератури: навчально-методичний посібник / Інститут педагогіки АПН України ; [Н. Й. Волошина, Т. О. Яценко, Н. М. Логвіненко та ін. ] ; за ред. Н. Й. Волошиної. — К. : Ленвіт, 2003. — 215 с.[2]

Підручники
- Українська література: підручник для 4 класу / П. Г. Моренець, Н. С. Ткаченко, Н. Й. Волошина. — Видання 8-ме, доопрацьоване, — К. : Радянська школа, 1977. — 285 с.
- Українська література: підручник для 4 класу / П. Г. Моренець, Н. С. Ткаченко, Н. Й. Волошина. — Видання 9-те. — К. : Радянська школа, 1978. — 288 с.
- Українська література: підручник для 4 класу / П. Г. Моренець, Н. С. Ткаченко, Н. Й. Волошина. — Видання 10-те. — К. : Радянська школа, 1979. — 287 с.
- Українська література: підручник для 4 класу / П. Г. Моренець, Н. С. Ткаченко, Н. Й. Волошина. — Видання 11-те, перероблене. — К. : Радянська школа, 1980. — 200 с.
- Українська література: підручник для 4 класу школи для слабозорих / П. Г. Моренець, Н. С. Ткаченко, Н. Й. Волошина. — К. : Радянська школа, 1981. — 263 с.
- Українська література: підручник для 4 класу / П. Г. Моренець, Н. С. Ткаченко, Н. Й. Волошина. — Видання 13-те. — К. : Радянська школа, 1982. — 203 с. : ілюстрації.
- Українська література: підручник для 4 класу / П. Г. Моренець, Н. С. Ткаченко, Н. Й. Волошина. — Видання 14-те. — К. : Радянська школа, 1983. — 200 с.
- Українська література: підручник для 4 класу / П. Г. Моренець, Н. С. Ткаченко, Н. Й. Волошина ; художник А. Б. Жуковський. — Видання 15-те, змінене і доповнене. — К. : Радянська школа, 1984. — 203, [1] с.
- Читанка: підручник для 3 класу / Н. Ф. Скрипченко, О. Я. Савченко, Н. Й. Волошина. — К. : Радянська школа, 1984. — 208 с. : ілюстрації.
- Українська література: підручник для 4 класу / П. Г. Моренець, Н. С. Ткаченко, Н. Й. Волошина. — Видання 16-те. — К. : Радянська школа, 1986. — 224 с.
- Українська література: підручник для 4 класу / П. Г. Моренець, Н. С. Ткаченко, Н. Й. Волошина. — Видання 17-те. — К. : Радянська школа, 1988. — 235 с.
- Читанка: підручник для 4 класу чотирирічної початкової школи / Н. Ф. Скрипченко, О. Я. Савченко, Н. Й. Волошина. — К. : Радянська школа, 1989. — 350 с.
- Українська література: підручник для 5 класу: пробний / Н. Й. Волошина, О. М. Бандура ; О. І. Іваненко. — К. : Радянська школа, 1990. — 239 с.
- Українська література: підручник для 5 класу / П. Г. Моренець, Н. С. Ткаченко, Н. Й. Волошина. — Видання 18-те. — К. : Радянська школа, 1990. — 224 с. : ілюстрації.
- Українська література: пробний підручник для 8 класу / Н. Й. Волошина, О. М. Бандура. — К. : Радянська школа, 1990. — 239 с.
- Читанка: підручник для 4 класу школи слабозорих / Н. Ф. Скрипченко, О. Я. Савченко, Н. Й. Волошина. — К. : Радянська школа, 1990. — 447 с.
- Українська література: підручник для 5 класу / Н. Й. Волошина, О. М. Бандура. — К. : Освіта, 1992. — 303, [1] с.
- Українська література: підручник для 5 класу / Н. Й. Волошина, О. М. Бандура. — 2-ге видання, перероблене. — К. : Освіта, 1992. — 303, [1] с.
- Українська література: підручник для 8 класу / О. М. Бандура, Н. Й. Волошина. — К. : Освіта, 1992. — 415, [1] с.
- Українська література: підручник для 5 класу / Н. Й. Волошина, О. М. Бандура; художник В. В. Чупринін. — 2-ге видання, перероблене. — К. : Освіта, 1994. — 303, [1] с. : ілюстрації.
- Українська література: підручник для 5 класу школи слабозорих / Н. Й. Волошина, О. М. Бандура. — К. : Освіта, 1995. — 400 с.
- Українська література: підручник для 8 класу / О. М. Бандура, Н. Й. Волошина. –4-те видання. — К. : Освіта, 1998. — 383, [1] с.
- Українська література: підручник для 8 класу / О. М. Бандура, Н. Й. Волошина. — 5-те видання, перероблене і доповнене. — К. : Освіта, 2000. — 414, [1] с.
- Українська література: підручник для 5 класу / О. М. Бандура, Н. Й. Волошина. –4-те видання, зі змінами. — К. : Освіта, 2001. — 304 с.
- Українська література: підручник для 8 класу / О. М. Бандура, Н. Й. Волошина. — 6-те видання. — К. : Освіта, 2002. — 414, [1] с. : іл.
- Українська література: підручник для 8 класу / О. М. Бандура, Н. Й. Волошина. — 7-те видання. — К. : Освіта, 2005. — 416 с. : іл.
- Українська література: підручник для 5 класу — К. : Педагогічна думка, 2007. — 187 с.[2]

Програми
- Програма середньої загальноосвітньої школи. Українська література для шкіл з українською і російською мовами навчання : 4 — 10 кл. — К., 1984. — 105 с. — Автора не зазначено.
- Програма з української літератури для 4 класу на 1986/87 навчальний рік (85/68 год) / Головне управління шкіл Міністерства освіти УРСР // Українська мова і література в школі. — 1986. — № 6. — С. 27-35. — Автора не зазначено.
- Програма з української мови для шкіл (класів) з поглибленим вивченням української мови. 8–11 класи. — К. : Радянська школа, 1989. — 33 с. — Автора не зазначено.
- Проект програм для шкіл і класів з поглибленим вивченням української літератури. 8–11 класи / Н. Й. Волошина, О. М. Бандура, З. О. Шевченко. — К. : Радянська школа, 1989. — 95 с.
- Проект програм середньої загальноосвітньої школи. Українська література (5–11 кл.) / Н. Й. Волошина, О. М. Бандура. — К. : Радянська школа, 1989. — 157 с.
- Програми для загальноосвітніх навчальних закладів з українською і російською мовами навчання. Українська література. 5–11 класи. / підготували О. М. Бандура, Н. Й. Волошина ; Міністерство освіти та науки України, Головне управління змісту освіти, АПН України. — К. : Шкільний світ, 2001. — 160 с.
- Проект програми для середньої загальноосвітньої школи з українською і російською мовами навчання. Українська література 5–12-ті класи // Українська література в загальноосвітній школі. — 2002. — № 5. — С. 2-64.
- Проект програми з української літератури для 12-річної школи / АПН України, Інститут педагогіки ; підготували: Н. Й. Волошина (керівник колективу), А. В. Градовський, С. О. Жила, Г. Д. Клочек, Н. М. Логвіненко // Українська література в загальноосвітній школі. — 2003. — № 9. — С. 7-24.[2]

## Відзнаки
Медалі
- Медаль « За доблестный труд» (1970 р.)
- Медаль « В память 1500-летия Киева» (1982 р.)
- Медаль НАПН України «К. Д. Ушинський» (2007 р.)
- Медаль «За вагомий внесок у розвиток освіти та науки Кам'янець-Подільського Державного університету» (2008 р.)[2]

Відомчі відзнаки
- Знак «Ветеран труда» (1986 р.)
- Нагрудний знак «А. С. Макаренко» (1989 р.)
- Нагрудний знак «Відмінник народної освіти» (1996 р.)[2]

Почесне звання
- Заслужений діяч науки і техніки України (2004 р.)[2]

Грамоти
- Грамота «На знак Благословення і Подяки за щиру працю в розбудові парафії» настоятеля та протоієрея парафії святого Великомученика Юрія Переможця м. Вишневого
- Грамота директора Інституту педагогіки АПН України
- «За внесок у розвиток педагогічної науки і практики» (2001 р.)
- Грамота Верховної Ради України за вагомий особистий внесок у «розвиток наукових досліджень, збагачення науково-технічного потенціалу України» і великі заслуги перед українським народом (2010 р.)[2]

## Ушанування пам'яті
З 2012 проводяться Волошинські читання — щорічні педагогічні науково-практичні конференції.